# Braço do Trombudo
Braço do Trombudo est une ville brésilienne de l'État de Santa Catarina.

## Géographie
Braço do Trombudo se situe dans la vallée du rio Itajaí, à une latitude 27° 21′ 28″ sud et à une longitude de 49° 53′ 08″ ouest, à une altitude de 430 mètres.
Sa population était de 3 457 habitants au recensement de 2010. La municipalité s'étend sur 90 km2.
Elle fait partie de la microrégion de Rio do Sul, dans la mésorégion de la Vallée du rio Itajaí.

## Histoire
Entre 1920 et 1921, Braço do Trombudo accueille ses premiers colons, venus de Blumenau et des régions voisines, qui remontent le cours du rio Itajaí-Açu. Ils sont majoritairement originaires d'Allemagne.
À cette époque existaient déjà une voie de communication entre les hauts-plateaux et le littoral de Santa Catarina qui passe par Braço do Trombudo. Cette voie se résume à un chemin assez précaire, tracé tout d'abord par le passage de troupeaux d'animaux, jusqu'à l'arrivée des premiers camions.
Le nom de « Trombudo » vient de la présence dans la région, à l'époque, de nombreux tapirs, connus pour leur trompe, ainsi que de la forme des berges de la rivière qui traverse la région en faisant de nombreux méandres, en forme de trompe. Ce nom de « Trombudo » a également été donné à de nombreuses municipalités voisines.
Le 26 septembre 1991, la municipalité de Braço do Trombudo est créée, avec effet au 1er janvier 1993. Elle est démembrée de Trombudo Central.

## Tourisme
La ville est principalement connue pour ses nombreuses chutes d'eau et sa source d'eau riche en soufre.

## Villes voisines
Braço do Trombudo est voisine des municipalités (municípios) suivantes :
- Pouso Redondo
- Trombudo Central
- Agrolândia
- Otacílio Costa